# Колдук
Колдук (кирг. Колдук) — село в Алайском районе Ошской области Кыргызстана. Входит в состав Алайскского айылного аймака имени К. Белекбаева.

## География
Село расположено в южной части области, в высокогорной зоне, на правом берегу реки Гульча, на расстоянии приблизительно 34 километров (по прямой) к югу от села Гульча, административного центра района. Абсолютная высота — 2148 метров над уровнем моря.

## Население
Согласно оценочным данным Национального статистического комитета Кыргызской Республики, численность населения села на начало 2023 года составляла 1014 человек.
| год     | 2009 | 2014 | 2015 | 2020 | 2021 | 2023 |
| ------- | ---- | ---- | ---- | ---- | ---- | ---- |
| человек | 735  | 870  | 837  | 915  | 976  | 1014 |